# Арутюнян, Орик Пайлакович
О́рик Пайла́кович Арутюня́н (арм. Օրիք  Հարությունյան; род. 6 января 1954) — армянский педагог, ректор педагогического института им. М. Налбандяна (Гюмри).

## Биография
- 1977 — окончил философское отделение исторического факультета ЕрГУ.
- 1982—1985 — учился в аспирантуре философского факультета МГУ им. Ломоносова.
- 1977—1979 — лаборант, а в 1979—1982, 1985—1987 — преподаватель кафедры научного коммунизма и философии Ленинаканского филиала Ереванского политехнического института.
- В 1997—2002 — ректор Педагогического института им. М. Налбандяна.
- 1985 — кандидат филолософских наук.
- 1991 — доцент.
- 1999 — академик МАНПО.